# جرمی دیکلبورر
جرمی دیکلبورر (انگلیسی: Jérémy Deichelbohrer؛ زادهٔ ۲۵ آوریل ۱۹۸۶) بازیکن فوتبال اهل فرانسه است.
از باشگاه‌هایی که در آن بازی کرده‌است می‌توان به باشگاه فوتبال سوشو و باشگاه فوتبال دیژون اشاره کرد.